# Stalkaars
De stalkaars (Verbascum densiflorum) is een tweejarige plant die behoort tot de helmkruidfamilie (Scrophulariaceae). De soortaanduiding densiflorum verwijst naar de dicht opeenstaande bloemen.

## Kenmerken
De tot 3 m hoge plant bloeit slechts eenmalig. De plant beschikt over een speciale droogte-aanpassing: de viltig behaarde bladeren lopen af rondom de stengel, waardoor het regenwater naar de wortel geleid wordt. De beharing vermindert verdamping.
De kroonbladen zijn geel door een flavonoïde en beschikken over een hoge uv-reflectie. De meeldraden zijn vergroeid. De bloemen zijn in een aarvormige bloeiwijze gerangschikt. De plant bloeit van juni tot september, van onder naar boven. De bloemen zijn circa 3 cm groot. Hieruit ontwikkelt zich een bruin kapsel dat de zaden bevat. De plant bevat circa 60.000 zaden per plant en 300 zaden per bloem.
Het verschil tussen de koningskaars en stalkaars is te zien aan de bloemen. Bij de koningskaars zijn deze kleine (1,5 tot 3 cm breed) en trechtervormig en bij de stalkaars zijn deze groot (3 tot 5 cm breed) en een vlak uitgespreide bloemkroon.

## Biotoop
De stalkaars prefereert droge, open, omgewerkte grond. In België en Nederland komt de stalkaars voor in de duinen, in de Gelderse rivierdalen en in Belgisch en Nederlands Limburg.

## Gebruik
Vanwege de slijmstoffen en de saponine worden de bloemen onder meer bij hoest gebruikt. In de volksapotheek wordt hij ook tegen reuma gebruikt. Ook wordt het sap van de bladeren aanbevolen bij slecht helende wonden. Behalve genoemde stoffen bevatten de bloemen ook etherische olie, fytosterolen en rubber.